# Лексикон
Лексикон (грч. lexikon) је књига речничког типа  у којој су абецедним, односно азбучним редом поређани и протумачени различити појмови из свих области науке, културе, друштвеног живота и др.
То је лексикографско дело који даје преглед целокупног општег знања (општи лексикон) или преглед знања струке (стручни лексикон).
Лексикон је понекад синоним за енциклопедијски речник, а понекад и за речник. Обрађује целине са становишта ванјезичког стручног, техничког, културно-историјског и др. садржаја. Име потиче од једног таквог дела, Lexicon totius latinitatis Егидија Форчелинија из 1711. године. Написи у лексикону наведени по азбучном или методичком реду, а сажети су у велики број кратких чланака који представљају и тумаче појмове, познате личности, властита и географска имена, историјске догађаје, научну и стручну терминологију, стране речи или збирку речи неког језика.

## Општи лексикон
Врста лексикографског приручника који покушава да из огромне количине расположивог знања наведе знања која највише одговарају потребама савременог човека и што ширег круга корисника. Општи лексикон обрађује властита имена (имена лица, географска имена и сл. имена), називе и појмове из бројних струка и одређени број страних речи које је дати изворни језик преузео од страних језика, као и бројне историјске догађаје, политичке, верске, идеолошке, друштвене, уметничке правце. Општи лексикон се развио из данас застарелог појма конверзацијски (или разговорни) лексикон који је првобитно доносио знања из свих области неопходних за успешан разговор. Разговорни лексикон се развио у 19. веку у Немачкој како би се задовољила потреба грађанства за знањем. Први такав немачки приручник био је Стварни државни и новински лексикон (нем. Reales Staats- und Zeitungs Lexicon) аутора Јохана Хубнера, објављен 1704. године, а заснованом на лексикографским приручницима из доба просветитељства. 
Ренатус Готхелф Лобел је својим делом Разговорни лексикон с особитим обзиром на савремено доба (нем. Conversations-Lexikon mit vorzüglicher Rücksicht auf die gegenwärtigen Zeiten, I–VI, 1796–1808) отворио пут за стварање савремених лексикона. Због финансијских потешкоћа, Лобел је 1808. године недовршено дело продао Ф. А. Брокхаусу, под чијим именом је постао светски познат. Рад Лобела и Брокхауса био је најуспешнији и најчешће опонашан тип енциклопедијског приручника ван енглеског говорног подручја. Брокхаус је систематски пратио принцип категоризације знања у одређене теме по абецедном реду, а сваки чланак даје основне информације са индексом.
Савремени разговорни лексикон добио је коначан облик захваљујући Брокхаусовим публикацијама, али и онима млађим од њега, као што су Мајер (од 1840), Хердер (од 1854), Бертелсман (од 1953). Временом су велики лексикони прерасли у приручнике од двадесет и више томова, који се данас сматрају енциклопедијама.

## Биографски лексикон
Биографски лексикон је збирка биографија одабраних појединаца, обично поређаних по абецедном реду, која има за циљ да пружи свеобухватан преглед одређеног периода, географског подручја или уже заједнице за коју су дотични појединци повезани. Биографски лексикони могу бити национални или међународни; општи или стручни и посебне (за поједина занимања); ретроспективни (ограничено на мртве) или текући (ограничено на живе). Биобиблиографски лексикони (биобиблиографије) обухватају биографије и литературу о поменутим личностима.

## Друге врсте лексикона
Према обухвату грађе, лексикон може бити национални или интернационални. Национални лексикон се бави записима из културно-историјског, друштвеног, научног и социолошког аспекта од значаја за национални културни идентитет одређене земље. Технички и стручни лексикон ограничен је на ужу област. Тако разликујемо правне, спортске, поморске, медицинске, митолошке, филмске, музичке, филозофске, пољопривредне, шумарске, економске, математичке, хемијске и друге примере стручног лексикона. Поред енциклопедијских (стварних) података који се односе на појмове и називе, лексикон се може делимично (нпр. само терминологија) или исцрпно приказати речничко благо или лексику датог језика и тада је то енциклопедијски речник.